# Fergnae mac Oengusso Ibdaig
Fergnae mac Óengusso Ibdaig († vers 557) est un roi d'Ulaid peut-être issu du Dál Fiatach.

## Origine
Fergnae mac Óengusso serait le neveu Muiredach Muinderg mac Forgo († 489) et le petit-fils de Forga mac Dallán, précédents rois. Il aurait règné sur le Dál Fiatach à partir de 532 et succède à Eochaid mac Condlai du Dál nAraidi comme roi d'Ulaid en 552. Son règne se prolonge jusqu'en 557.
Fergnae mac Óengusso est tué lors de la bataille de Druim Cleithe c'est-à-dire Kilclief dans l'actuel comté de Down par  Demmán mac Cairill (†  572) allié avec les Uí Echach nÁrda, une autre lignée du Dál Fiatach. À la suite de ce combat son lignage du Dal Fiatach connue sosu le nom d'Ui Ibdaig est exclu du trône
Le nom « Uí Ibdaig » est interprété de différentes manières. M. T. Charles-Edwards avance qu'il s'agit de celui de la mère de son père. Dans un ouvrage récent James E. Fraser propose une autre hypothèse il estime que « Ibdaig » est l'épithète — Hébridéen — appliquée à son père, qui serait dans ce cas identifié avec l'ancêtre éponyme du Cenél nÓenguso d'Islay l'un des trois Cenél fondateurs du Dál Riata. En effet selon les généalogies du Senchus Fer n-Alban et du Genelaig Albanensium, Óengus Mór outre son fils ainé Rónán à un second fils nommé Fergnae lui-même père de sept fils nommés: Tuathal, Ard Letho, Rigan, Fiacha, Guaire, Cantand et Eochu

## Sources
- (en) Cet article est partiellement ou en totalité issu de l’article de Wikipédia en anglais intitulé « Fergnae mac Oengusso Ibdaig » (voir la liste des auteurs), édition du 5 avril 2013.
- Annales d'Ulster sur  at University College Cork
- Annales de Tigernach sur  at University College Cork
- (en) Francis John Byrne, (2001), Irish Kings and High-Kings, Dublin: Four Courts Press,  (ISBN 978-1-85182-196-9).
- (en) T. M. Charles-Edwards, (2000), Early Christian Ireland, Cambridge: Cambridge University Press,  (ISBN 0-521-36395-0).
- (en) James E. Fraser From Caledonia to Pictland, Scotland to 795 The New Edinburgh History of Scotland I. Edinburgh University Press, (Edinburgh 2009)  (ISBN 9780748612321)
- (en) Gearoid Mac Niocaill (1972), Ireland before the Vikings, Dublin: Gill and Macmillan
- (en) Dáibhí Ó Cróinín (2005), A New History of Ireland, Volume One, Oxford: Oxford University Press